# Игнациј Воје
Игнациј Воје (Љубљана 28. фебруар 1926) је истакнути словеначки историчар. Највише се бави са историјом јужних Словена на Балкану. Његове књиге врло живо и описују и историју Срба на тлу Балкана.
Дана 25. новембра 2008. Игнациј Воје примио је Цојзову награду за животно дело, која је највише признање за стручни рад у Словенији.

## Студиј
Дипломирао је на Фолозофском факултету у Љубљани 23. јуна 1951.. На истом факултету је водио катедру за Јужне Словене. Докторирао је 1964. под менторством професора Ј. Тадића са дисертацијом Кредитна трговина у средњовековном Дубровнику. То је дело штампано 1976. и за њу је добио награду Бориса Кидрића.
1967. је постао доцент, 1975. ванредни професор а 1980. редовни професор. Умировио се 1993. али је активан као писац књига.

## Позната дела
Једна од најбољих књига везана на историју свих јужних Славена на Балкану је Немирни Балкан, коју је издао 1994. Врло значајна је и књига коју је издао 2005. под насловом Slovenica Balcanica.
- Воје, Игнациј (1983). „Фрагменти о Брскову”. Историјски часопис. 29-30 (1982-1983): 93—100.